# Thymoites wangi
Thymoites wangi là một loài nhện trong họ Theridiidae.
Loài này thuộc chi Thymoites. Thymoites wangi được Chuandian Zhu miêu tả năm 1998.